# Simetria T
La simetria T o simetria d'inversió de temps és la simetria teòrica de les lleis físiques sota la transformació de la inversió de temps,
{\displaystyle T:t\mapsto -t.}
Atès que la segona llei de la termodinàmica estableix que l'entropia augmenta a mesura que el temps flueix cap al futur, en general, l'univers macroscòpic no mostra simetria en la inversió del temps. En altres paraules, es diu que el temps és asimètric o asimètric, excepte en estats d'equilibri especials quan la segona llei de la termodinàmica prediu la simetria temporal que es mantindrà. No obstant això, es preveu que les mesures quàntiques no invasives violin la simetria temporal fins i tot en equilibri, al contrari dels seus homòlegs clàssics, encara que això encara no s'ha confirmat experimentalment.
Les asimetries de temps (vegeu Fletxa del temps) generalment són causades per una d'aquestes tres categories:
1. intrínseca a la llei física dinàmica (per exemple, per a la força feble)
2. a causa de les condicions inicials de l'univers (per exemple, per a la segona llei de la termodinàmica)
3. a causa de les mesures (per exemple, per a les mesures no invasives)

## Fenòmens macroscòpics

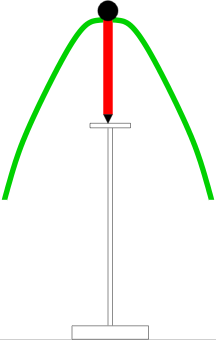
Una joguina anomenada teeter-totter il·lustra, en secció transversal, els dos aspectes de la invariància de la inversió del temps. Quan es posa en moviment dalt d'un pedestal (balancejant de costat a costat, com a la imatge), la figura oscil·la durant molt de temps. La joguina està dissenyada per minimitzar la fricció i il·lustrar la reversibilitat de les lleis del moviment de Newton. Tanmateix, l'estat mecànicament estable de la joguina és quan la figura cau del pedestal a una de les moltes posicions arbitràriament. Aquesta és una il·lustració de la llei de l'augment de l'entropia mitjançant la identificació de Boltzmann del logaritme del nombre d'estats amb l'entropia.

### La segona llei de la termodinàmica
L'experiència diària mostra que la simetria T no s'aplica al comportament dels materials a granel. D'aquestes lleis macroscòpiques, la més notable és la segona llei de la termodinàmica. Molts altres fenòmens, com el moviment relatiu dels cossos amb fricció, o el moviment viscós dels fluids, es redueixen a això, perquè el mecanisme subjacent és la dissipació de l'energia utilitzable (per exemple, l'energia cinètica) en calor.
La qüestió de si aquesta dissipació asimètrica del temps és realment inevitable ha estat plantejada per molts físics, sovint en el context del dimoni de Maxwell. El nom prové d'un experiment mental descrit per James Clerk Maxwell en què un dimoni microscòpic guarda una porta entre dues meitats d'una habitació. Només permet que les molècules lentes en una meitat, només les ràpides en l'altra. En fer que un costat de l'habitació sigui més fresc que abans i l'altre més calent, sembla reduir l'entropia de l'habitació i invertir la fletxa del temps. S'han fet moltes anàlisis d'això; tots mostren que quan l'entropia de l'habitació i el dimoni es prenen junts, aquesta entropia total augmenta. Les anàlisis modernes d'aquest problema han tingut en compte la relació de Claude E. Shannon entre entropia i informació. Molts resultats interessants en la informàtica moderna estan estretament relacionats amb aquest problema: la informàtica reversible, la informàtica quàntica i els límits físics de la informàtica, en són exemples. Aquestes preguntes aparentment metafísiques s'estan convertint avui, d'aquesta manera, lentament en hipòtesis de les ciències físiques.

### Big Bang
Una solució a la irreversibilitat és dir que l'augment constant d'entropia que observem només es produeix a causa de l'estat inicial del nostre univers. Altres estats possibles de l'univers (per exemple, un univers en equilibri de mort per calor) en realitat no donarien lloc a un augment d'entropia. En aquest punt de vista, l'aparent asimetria T del nostre univers és un problema en cosmologia: per què l'univers va començar amb una entropia baixa? Aquesta visió, recolzada per observacions cosmològiques (com la isotropia del fons còsmic de microones) connecta aquest problema amb la qüestió de les condicions inicials de l'univers.

### Forats negres
Les lleis de la gravetat semblen ser una inversió temporal invariant en la mecànica clàssica; tanmateix, no cal que hi hagi solucions específiques.
Un objecte pot travessar l'horitzó d'esdeveniments d'un forat negre des de l'exterior i després caure ràpidament a la regió central on la nostra comprensió de la física es trenca. Atès que dins d'un forat negre el con de llum davanter està dirigit cap al centre i el con de llum cap enrere cap a l'exterior, ni tan sols és possible definir la inversió del temps de la manera habitual. L'única manera com qualsevol cosa pot escapar d'un forat negre és com la radiació de Hawking.

## Fenòmens microscòpics: invariància d'inversió temporal

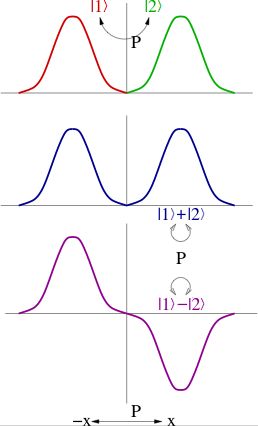
Les representacions bidimensionals de la paritat estan donades per un parell d'estats quàntics que s'endinsen entre si sota paritat. Tanmateix, aquesta representació sempre es pot reduir a combinacions lineals d'estats, cadascuna de les quals és parell o senar sota paritat. Es diu que totes les representacions irreductibles de la paritat són unidimensionals. El teorema de Kramers afirma que la inversió temporal no necessita tenir aquesta propietat perquè està representada per un operador anti-unitari.

La majoria dels sistemes són asimètrics en inversió de temps, però pot haver-hi fenòmens amb simetria. En mecànica clàssica, una velocitat v s'inverteix sota l'operació de T, però una acceleració no. Per tant, es modela els fenòmens dissipatius mitjançant termes que són estranys en v. No obstant això, experiments delicats en què s'eliminen les fonts conegudes de dissipació revelen que les lleis de la mecànica són invariants a la inversió del temps. La dissipació mateixa s'origina en la segona llei de la termodinàmica.

### Inversió temporal en mecànica quàntica
Aquesta secció conté una discussió de les tres propietats més importants de la inversió del temps en mecànica quàntica; principalment,
1. que ha de ser representat com a operador antiunitari,
2. que protegeix els estats quàntics no degenerats de tenir un moment dipolar elèctric,
3. que té representacions bidimensionals amb la propietat T2 = −1 (per a fermions).

L'estranyesa d'aquest resultat és clara si es compara amb la paritat. Si la paritat transforma un parell d'estats quàntics entre si, aleshores la suma i la diferència d'aquests dos estats bàsics són estats de bona paritat. La inversió del temps no es comporta així. Sembla violar el teorema que tots els grups abelians es representen mitjançant representacions irreductibles unidimensionals. El motiu pel qual ho fa és que està representat per un operador antiunitari. Així obre el camí als espinors en mecànica quàntica.
D'altra banda, la noció de inversió temporal mecànica quàntica resulta ser una eina útil per al desenvolupament de configuracions de simulació i computació quàntica motivada físicament, proporcionant, alhora, eines relativament senzilles per avaluar-ne la complexitat. Per exemple, la inversió de temps mecànica quàntica es va utilitzar per desenvolupar nous esquemes de mostreig de bosons i per demostrar la dualitat entre dues operacions òptiques fonamentals, el divisor de feix i les transformacions d'estrenyiment.